# Azucena Gracia Royo
Azucena Gracia Royo (Zaragoza, 1966) es una investigadora española del Centro de Investigación y Tecnología Agroalimentaria de Aragón (CITA) y miembro del Instituto Agroalimentario de Aragón (IA2).

## Trayectoria
Realizó la licenciatura y el doctorado en Ciencias Económicas y Empresariales en la Universidad de Zaragoza (España) entre 1984 y 1993.
Desde su doctorado, está trabajando en economía agrícola. Antes de trabajar en CITA, fue profesora asistente en el Departamento de Análisis Económico (Universidad de Zaragoza), dando clases de econometría y microeconomía (1992-1994).
Amplió su formación en el extranjero visitando diferentes instituciones académicas en diferentes ocasiones. Fue estudiante visitante en el departamento de economía agrícola (Universidad de Manchester) en 1991 durante cinco meses cuando hizo su doctorado. Fue becaria visitante en CARD (Iowa State University) en otoño de 1995 y en primavera y verano de 1996; en el Departamento de Economía Agrícola (Universidad de Misuri) en otoño de 1999 y en el Departamento de Análisis Agropecuario de Negocios y Espacios (TEAGASC-Irlanda) en el verano de 2014. Posteriormente se incorporó a la Escuela Dyson de Economía y Gestión Aplicada de la Universidad Cornell.
Ha participado en varios proyectos competitivos regionales, nacionales e internacionales (25 en total), de los cuales 14 era el investigador principal. Ha publicado más de 100 artículos, de los cuales 48 en revistas de factor de impacto (web of science) y 14 en revistas de Q1 (web of science).
Ha estado trabajando principalmente en la industria alimentaria, comercialización de alimentos y preferencias alimentarias y comportamiento del consumidor. Sus últimos trabajos, están centrados principalmente en el valor de los productos alimenticios sostenibles relacionados con el territorio rural como medio para desarrollar las áreas rurales manteniendo el medio ambiente, la diversidad y la población. Tema de la investigación que lleva a cabo en la Universidad de Cornell junto a Miguel Gómez, en 2018. 

## Reconocimientos y premios
En 2018, recogió la Medalla de las Cortes de Aragón, máxima distinción del parlamento autonómico concedida en esta ocasión a las mujeres investigadoras de Aragón. Azucena Gracia Royo, junto a las investigadoras Gloria Cuenca Bescós, María Jesús Lázaro, Pilar Gayán Sanz, Julia Herrero Albillos y Concepción Gimeno, la recibieron en representación de todas ellas por su “aportación en diversas disciplinas a la ciencia, al conocimiento, al I+D+i y al progreso de la sociedad aragonesa”.